# Teorem (logik)
Ett teorem är en formel i ett formellt system om det finns ett bevis i systemet som avslutas med denna formel. Ett bevis för formeln finns, om den kan härledas enbart från systemets axiom med hjälp av systemets slutledningsregler. Inom andra matematiska discipliner används även ord som sats, lemma och korallarium liktydigt med teorem enligt logikens definition.
I den formella teorin för exempelvis geometrin eller aritmetiken, finns ett antal axiom. Definitionsmässigt betraktas även dessa som teoreme. Mängden av alla teorem bildar en teori. (Ibland kallar man istället mängden av axiom för teorin.)
Inom satslogiken gäller, att en formel A i det satslogiska språket P är ett teorem i det satslogiska systemet PS om och endast om A är en tautologi i P, vilket med symboler kan uttryckas som: {\displaystyle \vdash _{PS}A} är ekvivalent med {\displaystyle \models _{P}A}.
Ett system är konsistent om det inte finns någon formel där både formeln och dess negation är teorem. Om varje formel som tolkas som ett sant påstående är ett teorem, kallas systemet fullständigt. Ett system där varje teorem är sant i en given tolkning kallas sunt med avseende på tolkningen. Ett system där varje teorem är sant i varje möjlig tolkning kallas ett sunt system.